# Encinas de Esgueva (kommunhuvudort)
Encinas de Esgueva är en kommunhuvudort i Spanien.   Den ligger i provinsen Provincia de Valladolid och regionen Kastilien och Leon, i den centrala delen av landet, 150 km norr om huvudstaden Madrid. Encinas de Esgueva ligger 816 meter över havet och antalet invånare är 342.
Terrängen runt Encinas de Esgueva är huvudsakligen platt. Encinas de Esgueva ligger nere i en dal. Runt Encinas de Esgueva är det glesbefolkat, med 8 invånare per kvadratkilometer. Närmaste större samhälle är Roa, 16,0 km öster om Encinas de Esgueva. Trakten runt Encinas de Esgueva består till största delen av jordbruksmark.